# جانيت س. هال
جانيت س. هال (بالإنجليزية: Janet C. Hall)‏ هي قاضية ومحامية أمريكية، ولدت في 15 سبتمبر 1948 في لوويل في الولايات المتحدة.